# Barchessa de la villa Thiene
La barchessa de la villa Thiene est une construction d'Andrea Palladio sise à Cicogna, un hameau de la commune de Villafranca Padovana, dans la province de Padoue et la région Vénétie, en Italie.
La barchessa aujourd'hui existante est l'unique partie réalisée d'un ambitieux projet dessiné par l'architecte vicentin pour Francesco Thiene et ses fils Odoardo et Teodoro.

## Historique

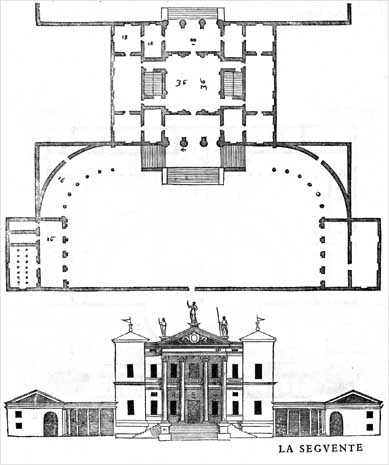
Plan de la villa publié dans Les Quatre Livres de l'architecture.

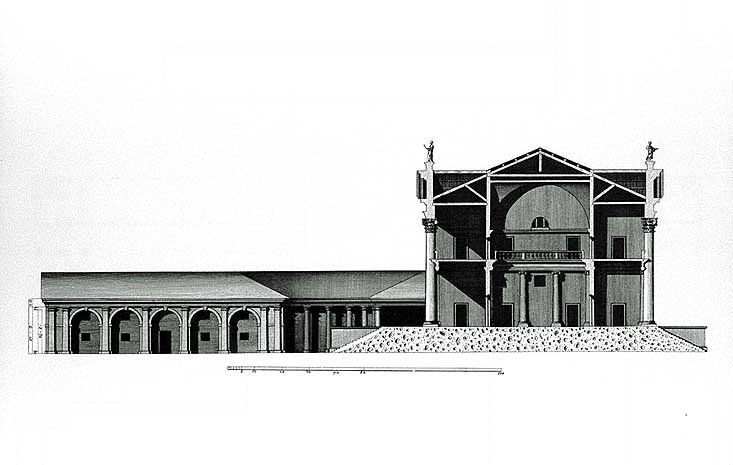
Coupe due à Ottavio Bertotti Scamozzi, 1781.

Dans Les Quatre Livres de l'architecture, Palladio déclare que Francesco Thiene a commencé le chantier. Comme il est mort en 1556, il est probable que le projet palladien a été rédigé antérieurement. En 1563, le chantier est en pleine activité et une carte de l'année suivante montre bien l'état d'avancement des travaux, qui s'arrêtent en 1567, quand Odoardo quitte précipitamment Vicence pour fuir en terre protestante, pour des raisons religieuses.
Andrea Palladio est probablement un ami personnel d'Odoardo et il l'aide lors de sa fuite précipitée. Il est également présent à la signature de l'acte notarié nommant Teodoro, le frère d'Odoardo, mandataire des propriétés obligatoirement abandonnées par ce dernier.
Le projet de la villa Thiene est documenté par les gravures du traité d'architecture. Décidément ambitieux, il est caractérisé par une grande loggia à ordre colossal, enserrée entre des tours disposées aux quatre angles de l'édifice. Il existe un dessin de la barchessa, due à Marcantonio Palladio, assez semblable à celle construite.
Les deux barchesses du projet devaient être reliées à la maison seigneuriale par deux portiques curvilignes, identiques à ceux que Palladio dessine, en 1554, pour la villa Badoer à Fratta Polesine.

## Sources
- (it) Cet article est partiellement ou en totalité issu de l’article de Wikipédia en italien intitulé « Barchessa di Villa Thiene » (voir la liste des auteurs) dans sa version du 29 novembre 2008. Il est lui-même issu du texte relatif à la barchessa de la villa Thiene (Cicogna), sur le site du CISA, , lequel a autorisé sa publication (cf  tkt #2008031210017761)